# ワン・トリック・ポニー (アルバム)
『ワン・トリック・ポニー』（One-Trick Pony）はポール・サイモンによる5作目のソロ・アルバムでありサウンドトラック。
ポール・サイモン主演・脚本の同名映画のサウンドトラックとして制作され、アルバムに参加しているスタジオ・ミュージシャンのエリック・ゲイル（リード・ギター）、リチャード・ティー（ピアノ）、トニー・レヴィン（ベース）、スティーヴ・ガッド（ドラム）らは、映画においてサイモン演じるジョナのバックバンドとして出演している。

## 収録曲
すべてポール・サイモン作曲。
Side 1
1. 追憶の夜 - "Late in the Evening" – 4:02
2. 神はいかにして映画を創りたもうたか - "That's Why God Made the Movies" – 3:37
3. ワン・トリック・ポニー - "One-Trick Pony" (Live at the Agora Theatre and Ballroom, Cleveland, Ohio, September 1979) – 3:53
4. 想いこがれて - "How the Heart Approaches What It Yearns" – 2:49
5. オー、マリオン - "Oh, Marion" – 4:00

Side 2
1. エース・イン・ザ・ホール - "Ace in the Hole" (Live at the Agora Theatre and Ballroom, Cleveland, Ohio, September 1979) – 5:43
2. ノーバディ - "Nobody" – 3:32
3. ジョナ - "Jonah" – 3:30
4. 神の恵みを - "God Bless the Absentee" – 3:17
5. 一日の終りに - "Long, Long Day" (with Patti Austin) – 3:57

### 2004年デジタル・リマスター盤ボーナストラック
1. ソフト・パラシュート - "Soft Parachutes" – 1:53
2. オール・ビコーズ・オブ・ユー（アウトテイク） - "All Because of You" – 4:06
3. スパイラル・ハイウェイ（未発表サウンドトラック・ヴァージョン） - "Spiral Highway" – 2:56
4. ストランディッド・イン・ア・リムジン - "Stranded in a Limousine" – 3:10